# Leroy Wright
James Leroy Wright (New York, 6 maggio 1938 – Charlotte, 21 marzo 2020) è stato un cestista e allenatore di pallacanestro statunitense, professionista nella ABL e nella ABA.

## Carriera
Venne selezionato dai Boston Celtics al secondo giro del Draft NBA 1960 (16ª scelta assoluta).

## Palmarès
- Campionato ABA: 1

Pittsburgh Pipers: 1968